# Otus brucei

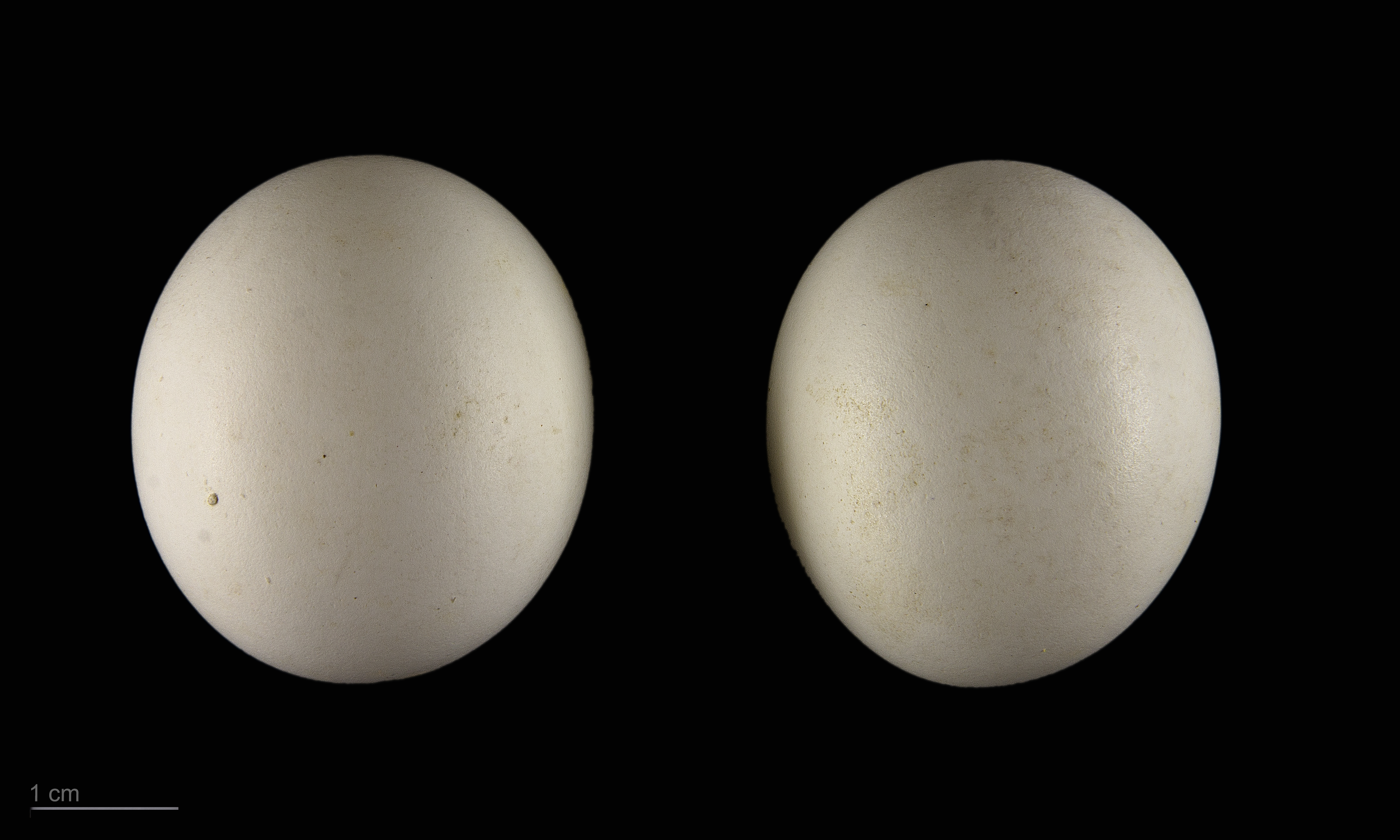
Otus brucei

Otus brucei là một loài chim trong họ Strigidae.